# Deuxième circonscription de Douai
La deuxième circonscription de Douai était une circonscription législative française que comptait le département du Nord sous la  Troisième République  de 1876 à 1885, de 1889 à 1919 et de 1928 à 1940.

## La circonscription de 1876 à 1885

### Description géographique et démographique
La deuxième circonscription de Douai était située à la périphérie de l'agglomération douaisienne. Située entre les arrondissements de Lille et de Cambrai, la circonscription est centrée autour de la ville d'Orchies.  
Elle regroupait les divisions administratives suivantes : canton d'Arleux  ;  canton de Marchiennes et le canton d'Orchies.

### Historique des députations
| Législature     | Début de mandat | Fin de mandat   | Député élu          | Parti politique | Observations |
| --------------- | --------------- | --------------- | ------------------- | --------------- | ------------ |
| 1re législature | 20 février 1876 | 20 juin 1877    | Charles Mention     | Centre gauche   |              |
| 2e législature  | 14 octobre 1877 | 27 octobre 1881 | Charles Mention     | Centre gauche   |              |
| 3e législature  | 21 août 1881    | 9 novembre 1885 | Charles Desmoutiers | Centre gauche   |              |

## La circonscription de 1889 à 1919

### Description géographique et démographique
La deuxième circonscription de Douai était située à la périphérie de l'agglomération douaisienne. Située entre les arrondissements de Lille et de Cambrai, la circonscription est centrée autour de la ville d'Orchies.  
Elle regroupait les divisions administratives suivantes : canton d'Arleux ; canton de Marchiennes et le canton d'Orchies.

### Historique des députations
| Législature     | Début de mandat   | Fin de mandat   | Député élu                         | Parti politique                   | Observations                                         |
| --------------- | ----------------- | --------------- | ---------------------------------- | --------------------------------- | ---------------------------------------------------- |
| 5e législature  | 22 septembre 1889 | 14 octobre 1893 | Émile Dubois                       | Républicain-protectionniste       |                                                      |
| 6e législature  | 20 août 1893      | 16 janvier 1897 | Émile Dubois                       | Républicain-protectionniste       | Elu sénateur du Nord le 1er janvier 1897             |
| 6e législature  | 28 février 1897   | 31 mai 1898     | Raoul Gabriel Ghislain des Rotours | Action libérale                   |                                                      |
| 7e législature  | 8 mai 1898        | 28 mars 1900    | Raoul Gabriel Ghislain des Rotours | Action libérale                   | Décès du député Ghislain des Rotours le 28 mars 1900 |
| 7e législature  | 24 juin 1900      | 31 mai 1902     | Armand Cardon                      | Non-inscrits                      |                                                      |
| 8e législature  | 11 mai 1902       | 31 mai 1906     | Armand Cardon                      | Non-inscrits                      |                                                      |
| 9e législature  | 20 mai 1906       | 31 mai 1910     | Louis Guislain                     | Union démocratique                |                                                      |
| 10e législature | 8 mai 1910        | 31 mai 1914     | Louis Guislain                     | Républicains radicaux-socialistes |                                                      |
| 11e législature | 10 mai 1914       | 7 décembre 1919 | Louis Guislain                     | Radical-socialiste                |                                                      |

## La circonscription de 1928 à 1940

### Description géographique et démographique
La deuxième circonscription de Douai était située à la périphérie de l'agglomération douaisienne. Située entre les arrondissements de Lille et de Cambrai, la circonscription est centrée autour de la ville de Marchiennes.  
Elle regroupait les divisions administratives suivantes : canton de Douai-Sud ; canton d'Arleux et le canton de Marchiennes.

### Historique des députations
| Législature     | Début de mandat | Fin de mandat | Député élu     | Parti politique | Observations                                                                                    |
| --------------- | --------------- | ------------- | -------------- | --------------- | ----------------------------------------------------------------------------------------------- |
| 14e législature | 29 avril 1928   | 31 mai 1932   | Jean Debève    | Gauche radicale |                                                                                                 |
| 15e législature | 8 mai 1932      | 31 mai 1936   | Arthur Ramette | PCF             |                                                                                                 |
| 16e législature | 3 mai 1936      | 21 juin 1940  | Arthur Ramette | PCF             | Un décret de juillet 1939 a prorogé jusqu'au 31 mai 1942 le mandat des députés élus en mai 1936 |